# Frankenbergerius gomesi
Frankenbergerius gomesi är en skalbaggsart som beskrevs av Ferreira 1954. Frankenbergerius gomesi ingår i släktet Frankenbergerius och familjen bladhorningar. Inga underarter finns listade i Catalogue of Life.